# Борщенко Вікторія Олексіївна
Віктор́ія Олексі́ївна Борще́нко (нар.. 5 січня 1986 року, Херсон, Українська РСР) — українська гандболістка, майстер спорту, гравчиня збірної України з гандболу та гандбольного клубу «Бенфіка» (Лісабон).

## Кар'єра
Вікторія Борщенко почала займатися гандболом в 9 років у дитячо-юнацькій спортивній школі Херсона, куди її привів батько. Перший наставник — Юрій Васильович Сдвижко.
З 2002 року почала професійну кар'єру у складі команди «Дніпрянка». Потім, з 2003 року, сім сезонів присвятила грі за «Галичанку». За ці роки ставала чотириразовою срібною призеркою та триразовою бронзовою призеркою чемпіонату України. У 2009 році перейшла до криворізького «Смарту», де стає чемпіонкою України. Сезон 2010/11 почала грати в команді «Педуніверситет-Дніпрянка», але вже у середині року переїхала до Росії на запрошення тренера В. Рябих у «Динамо-Волгоград», в якому провела два з половиною сезони і стала триразовою чемпіонкою Росії. Після волзького клубу залишається в Росії, але з 2013 по 2022 рік виступає за «Ростов-Дон». У складі цієї команди бере участь в Лізі чемпіонів. У сезоні 2015—2016 років вони доходять до стадії 1/4 цього турніру. У 2018 році досягають Фіналу чотирьох Ліги, де займають четверте місце (Віка закинула п'ять м'ячів і показала відмінну гру). Так само з «Ростовом» тричі завойовує титул Чемпіонки Росії, тричі стає володаркою Кубка Росії та Суперкубку Росії, а в 2017 році почесного європейського трофею Кубок ЄГФ. 1 березня 2022 року, за тиждень після ескалації російсько-української війни приймає рішення розірвати контракт із російським клубом. 2 квітня 2022 року Вікторія Борщенко стає гравчинею португальської «Бенфіки».
У 2005—2021 роках залучена до збірної України з гандболу та з 2013 року очолює її.
Починала кар'єру на позиції центральної (розігруючої) гравчині, потім стає лівою крайньою. Надалі успішно виступає в будь-якому з цих амплуа і в складі національної збірної своєї країни і в клубних командах. Вперше визнано найкращою гравчинею у складі збірної України у матчі проти збірної Парагваю з 14 голами в дебютному для себе чемпіонаті світу. На відбірковому турнірі світової першості в грудні 2018 року, виступаючи за свою країну, Борщенко забиває 21 гол, що дозволяє їй стати найкращим снайпером за всю історію офіційних ігор збірної України з гандболу: на її рахунку — 313 закинутих м'ячів.
Протягом всієї своєї кар'єри неодноразово отримувала призи найкращого бомбардира і найкращого гравця матчу у різних турнірах, у складі різних команд. Виступає під номерами 7, 77, 70, 88, 99.

## Особисте життя
Вікторія Борщенко неодружена. Вона віддана уболівальниця футбольного клубу «Ліверпуль». Здобула освіту в магістратурі педагогічного факультету Львівського державного інституту фізичної культури.
Дуже любить кішок, особливо свого вихованця Марселя.

## Досягнення
- Срібна призерка чемпіонату України 2005, 2007, 2008
- Бронзова призерка чемпіонату України 2004 ,2006, 2009
- Чемпіонка України 2010
- Бронзова призерка чемпіонату Росії 2014
- Срібна призерка чемпіонату Росії 2016
- Чемпіонка Росії 2011, 2012, 2013, 2015, 2017, 2018,2019
- Володарка Кубка Росії 2015, 2016, 2017, 2018, 2019
- Володарка Суперкубка Росії 2015, 2016, 2017, 2018
- Фіналістка Кубка ЄГФ 2015
- Володарка Кубка ЄГФ 2017
- Учасниця Фіналу чотирьох Ліги чемпіонів 2018
- Срібна призерка Ліги Чемпіонів 2019

## Примітка
1. ↑  Приказ № 524 от 23.02.2004 Министерство Украины по делам семьи, молодежи и спорта
2. ↑  Українська гандболістка пішла з російського клубу [Архівовано 2 квітня 2022 у Wayback Machine.] // Веб-сайт Sport.ua (Від 06.03.2022)
3. ↑  Скандал в українському гандболі: гравчиня збірної зробила гучну заяву [Архівовано 25 березня 2021 у Wayback Machine.] // Веб видання про спорт Champion.com.ua (Від 23.03.2021)